# 陽泰院
陽泰院（ようたいいん、天文10年（1541年） - 寛永6年1月8日（1629年2月1日））は、戦国時代から安土桃山時代・江戸時代にかけての女性。肥前佐賀藩の藩祖鍋島直茂の正室であり、初代藩主鍋島勝茂の生母である。
名は、彦鶴（ひこつる）姫、後に藤（ふじ）。家中では、御簾中、藤の方、北の方等と呼ばれた。領民からは国母様と慕われ、今に至るまで夫の直茂とともに佐賀県民に人気が高い人物の一人である。

## 生涯
肥前国佐嘉郡与賀郷飯盛村（現在の佐賀県佐賀市本庄町鹿子）の領主石井常延の次女として、石井家の居城飯盛城で生まれた。生母は九州千葉家連枝の黒尾氏（蓮華院日長尼）。父常延は、肥前国の戦国大名龍造寺隆信の家老職をつとめていた。
彦鶴は、父と同じく龍造寺家の家老職を勤める家柄である納富信澄に嫁いだ。しかし、永禄9年（1566年）に夫信澄が戦没したため、信澄との間に儲けた娘一人（慈光院）を連れて実家に戻った。
あるとき、有馬晴純との合戦に勝利した龍造寺隆信が、鍋島直茂らと軍勢を従えて、佐賀城への途中、飯盛城に立ち寄り、昼食をとった。飯盛城の城主・常延は、とりあえず鰯を焼いて振る舞うことにしたが、隆信の供の人数が多く、城の台所では侍女たちがなかなか人数分の鰯を焼くことができずに手間取っていた。すると彦鶴が現れて、侍女たちを「手際が悪い」と叱責したのち、自ら釜戸の火をかき出してと庭先に広げ、その上に鰯を並べて、さっと大量の鰯を焼き上げた。この機敏なの姿に感嘆した鍋島直茂は「あのように機転の利く妻を持ちたい」と思い、彦鶴姫に求婚したという逸話が、『葉隠』に伝えられている。永禄12年（1569年）、直茂32歳、彦鶴29歳で結婚。譜代家臣団の名門鍋島家と石井家の縁組とあって、主君龍造寺隆信も大変喜んだとされる。夫の直茂とは当時では珍しく、今でいう恋愛結婚であったことから、安土桃山時代の代表的な夫婦として名高い。
夫直茂は、龍造寺隆信の重臣として活躍し、隆信の覇業に多大な貢献をした。直茂は戦場に身を置くことが多く、彦鶴はそんな夫を陰で支え続けた。気丈夫で聡明、かつ慈悲深い性格が伝えられている。『葉隠』によると、夫直茂との仲は終世よく、隠居した直茂とともに穏やかな老後の生活を送っている様子もみられる。また、夫とともに家臣・領民を思いやる記述もみられる。
陽泰院は鍋島氏が名実ともに佐賀藩主となったことを見届けて、89歳の長寿を全うした。夫直茂が死去し、落飾して10年後のことであった。墓所は鍋島家の菩提寺高伝寺に造営され、墓石はかつて夫直茂が朝鮮に出陣した折、陣中で一夜の枕とした石を持ち帰っていたものが用いられ、直茂の墓石に寄り添うように建てられた。
佐賀県佐賀市嘉瀬町にある西林寺は、陽泰院が晩年開基した寺院である。

## 人物
- 龍造寺隆信が筑後国の国人領主田尻鑑種と敵対したとき、隆信は人質として預かっていた幼い田尻善右衛門を処刑しようとした。刑場に座らせれ死を待つ幼子をみた陽泰院は不憫に思い、隆信に善右衛門の助命を強く嘆願した。陽泰院の頼みとあって、隆信は善右衛門を助け、陽泰院に預けることにした。善右衛門は成長後、佐賀藩士となった。後に陽泰院が逝去した際、善右衛門は「この命はそもそも奥方様に助けられた命」といって、陽泰院を追って殉死した。
- 天正12年（1584年）3月24日、龍造寺隆信が沖田畷の戦いで大敗を喫し、嫁ぎ先の鍋島家、実家の石井家からも多数を戦死者を出した。敗報に接した留守居の家臣団が動揺する中、陽泰院は実家の石井家や家臣の面々に「鍋島直茂の妻」として書状を書き送り、家臣団の団結に努めている。
- 豊臣秀吉が、朝鮮出兵の最中、出陣中の大名の妻子を招いて慰労したことがあった。秀吉の好色ぶりは有名であったため、陽泰院はその招きを丁重に断った。しかし、「前例になると困る」という豊臣家側の意向が伝えられると、陽泰院はわざと醜い髪形と化粧を施し、秀吉に拝謁したという話が伝わっている。

## 親族
- 父：石井常延（飯盛城主、龍造寺家の家老）
- 母：蓮華院（千葉家連枝黒尾氏女）
  - 兄：石井常忠（龍造寺隆信の馬廻。四将の一人）
  - 姉：法性院（石井忠俊室、鍋島茂里・茂賢兄弟の祖母）
  - 弟：石井賢次（忠張）
  - 妹：日喜（鍋島家臣・杉町信房室）

- 夫：納富信澄
  - 長女：慈光院（家老太田茂連室）
- 夫：鍋島直茂（佐賀藩祖）
  - 次女：千鶴姫（家老多久安順室）
  - 三女：彦菊姫（家老諫早直孝継室）
  - 長男：鍋島勝茂（初代佐賀藩主）
  - 次男：鍋島忠茂（鹿島藩主）
  - 義理の娘：伊勢龍姫（鍋島茂里室）※母は高木胤秀女慶円

## 陽泰院を演じた女優
- 三保敦美（「葉隠大名」　1941年 新興キネマ京都）